# 陈乃科
陈乃科（1968年—），浙江青田人，汉族，中华人民共和国政治人物，中国致公党党员，第十二、十三届全国人民代表大会浙江地区代表。

## 生平
毕业于西北工业大学无线电技术专业。2013年，被选为全国人大代表。2018年2月24日，当选为第十三届全国人大代表。